# Zevachiem
Zevachiem of Zewachiem (Hebreeuws: זבחים, lett.: offers) is het eerste traktaat (masechet) van de Orde Kodasjiem (Seder Kodasjiem) van de Misjna en de Talmoed. Het traktaat handelt over de rituelen van dier- en vogeloffers (de zogenaamde "bloedige offers").
Het traktaat Zevachiem komt alleen in de Babylonische Talmoed voor en niet in de Jeruzalemse Talmoed. Zevachiem telt 14 hoofdstukken.